# Tressie Souders
Theresa Ann Souders, más conocida como Tressie Souders, de casada Tressie West (Frankfort, Kansas, 7 de febrero de 1897-San Francisco, 17 de enero de 1995) fue la primera mujer afroamericana estadounidense conocida en dirigir un largometraje: A Woman's Error, que se estrenó en  1922.

## Trayectoria
Fue hija única de Leuvenia Ann Bryant y Robert Souders, nativos afroamericanos de Kentucky que emigraron a Kansas, muy probablemente como resultado de la migración masiva de afroamericanos del sur al oeste estadounidense debido al movimiento Exoduster. La pareja se separó y el 9 de junio de 1904, Leuvenia se casó con Chester Arthur Harris, un porteador del ferrocarril Missouri Pacific, con quien tuvo seis hijos más. Souders creció en Frankfort y se graduó en la Frankfort High School en 1918. Tras su graduación, viajó a Kansas City, donde trabajó como criada en casas particulares, durante la mayor parte de su vida. Según el directorio de la ciudad de Kansas City de 1921, trabajaba como empleada doméstica en la casa Mack B. Nelson en 5500 Ward Parkway en el vecindario Sunset Hill del Country Club District en Kansas City, Misuri.
No se sabe como Souders entró en la industria del cine, aunque se conoce que actuó en una producción teatral amateur, la obra moral titulada Every Negro, escrita por el reverendo A. Lawrence Kimbrough de la Iglesia Metodista Episcopal Cristiana de la Capilla Holsey de Frankfort en 1918.
Junto a las directoras A. Porter Davis de The Lure of A Woman de 1921 y Maria P. Williams, de The Flames of Wrath de 1923; Souders quería presentar una visión auténtica de la vida de los afroamericanos. En enero de 1922, la Afro-American Film Exhibitors Company de Kansas City, Missouri, con oficinas en Baltimore, Maryland y Dallas, Texas, contrató a Souders para distribuir su película A Woman's Error. La revista Billboard del 28 de enero de 1922 publicó el anuncio de la compañía sobre que «A Woman's Error era la primera de su género producida por una joven de nuestra raza, y ha sido calificada por la crítica como una película fiel a la vida de los negros».Aunque no se conoce ninguna copia de su película A Woman's Error, se conserva una copia del guion.
Entre 1923 y 1926, Souders se mudó a Los Ángeles, California, posiblemente con la intención de ingresar al negocio cinematográfico. Sin embargo, aparece en los registros públicos como trabajadora doméstica. En el censo federal de 1930, "Tressa Souders", aparece como residente de Sojourner Truth Industrial Home en 1139 East Adams Avenue. Permaneció en esa dirección hasta 1935, cuando se casó con Oscar C. West, un nativo de Richmond, Virginia, que regentaba un salón de billar en la sección Watts de Los Ángeles. El matrimonio duró poco; en 1940, Souders estaba en San Francisco, California, viviendo en el Hogar de Niñas Madame CJ Walker en 2066 Pine Street. West, su marido, murió en 1942 en Los Ángeles.
Souders parece haber permanecido en San Francisco por el resto de su vida, sujeta a viajes periódicos a Los Ángeles o de regreso a su casa en Kansas.

## Reconocimientos
La Tressie Souders Film Society surgió del International Black Women's Film Festival (IBWFF), fundada en 2001 en San Francisco, reconoce, apoya y preserva las obras cinematográficas y de video realizadas o protagonizadas por negras en roles no estereotípicos, con el objetivo de dar voz, recursos, apoyo, capacitación y orientación a cineastas emergentes y establecidos que ejemplifiquen la misión de la sociedad y la misión del IBWFF. En 2008, la IBWFF estableció los Premios Tressie Souders (Tressies), que más tarde se comenzaron a llamar Premios Black Laurel. Además, el IBWFF lanzó la Tressie Magazine, una revista cuyo objetivo es proporcionar artículos sobre las actrices negras, incluida una mirada contemporánea sobre el estilo, la música y la industria cinematográfica, especialmente en lo que respecta a las mujeres de color.